# Brantgum
Brantgum (Friese uitspraak: [’brɔntxm]) is een dorp in de gemeente Noardeast-Fryslân, in de Nederlandse provincie Friesland. Brantgum ligt ten noordwesten van Dokkum, tussen Foudgum en Waaxens aan beide kanten van de N356. Brantgum werkt op veel fronten samen met Foudgum en Waaxens.
In 2023 telde het dorp 240 inwoners. Onder het dorp valt ook de buurtschap Veldburen.

## Geschiedenis
Het dorp is ontstaan op een terp. De terp werd enkele eeuwen voor de christelijke jaartelling opgeworpen op een kwelderwal. De terp werd halverwege de 19e eeuw in tweeën gedeeld door de weg die loopt van Dokkum naar Holwerd. Aan de zuidwestzijde is de terp flink afgegraven.
In de 13e eeuw werd de plaats vermeld als Brontegum, in 1470 als toe brantgum, in 1500 als thoe brantghum, in 1505 als Brantghum en in 1543 als Branteghum. De plaatsnaam zou duiden op het feit het de woonplaats (heem/um) van de familie Brantinga, afgeleid van de persoon Brant.
Tot 1984 behoorde Brantgum tot Westdongeradeel, later tot Dongeradeel, waarna deze opging in Noardeast-Fryslân.

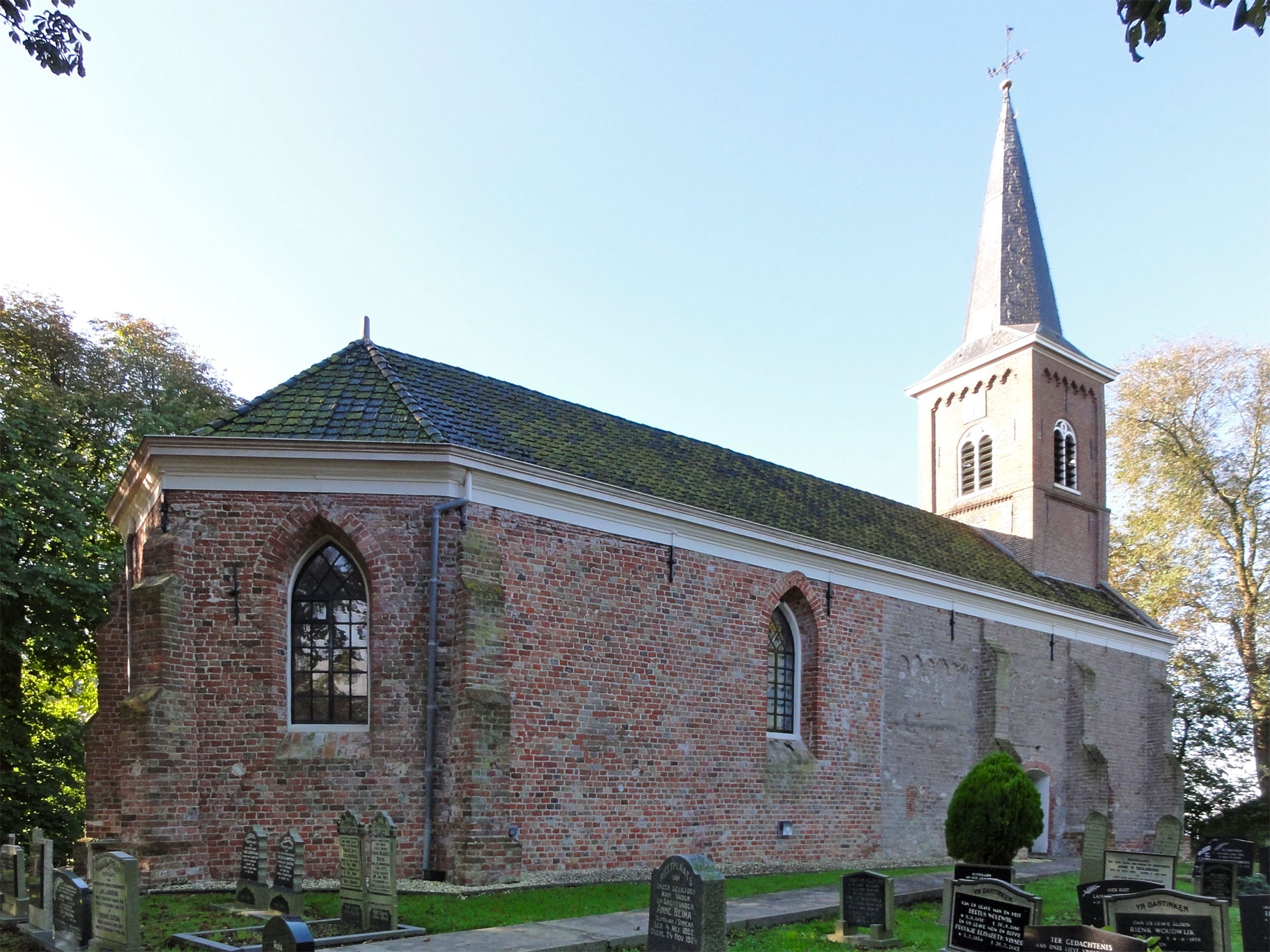
De kerk van Brantgum

## Kerk
De kerk van Brantgum is gebouwd in de 12e eeuw. De kerk werd in de 15e eeuw verlengd, uit die tijd stamt het koor van de kerk. De kerktoren met ingesnoerde spits werd in 1877 gebouwd toen de kerk werd bepleisterd. 100 jaar later werd de bepleistering weggehaald waarna met zekerheid kon worden vastgesteld dat de basis van de kerk uit de 12e eeuw stamde.

## Sport
Het dorp heeft een kaatsvereniging genaamd Alles aan de Hang, en een biljartclub.

## Cultuur
In Brantgum staat een dorpshuis, De Terpring, waarvan ook Waaxens en Foudgum gebruikmaken. In Brantgum wordt jaarlijks een openluchtspel georganiseerd.

## Onderwijs

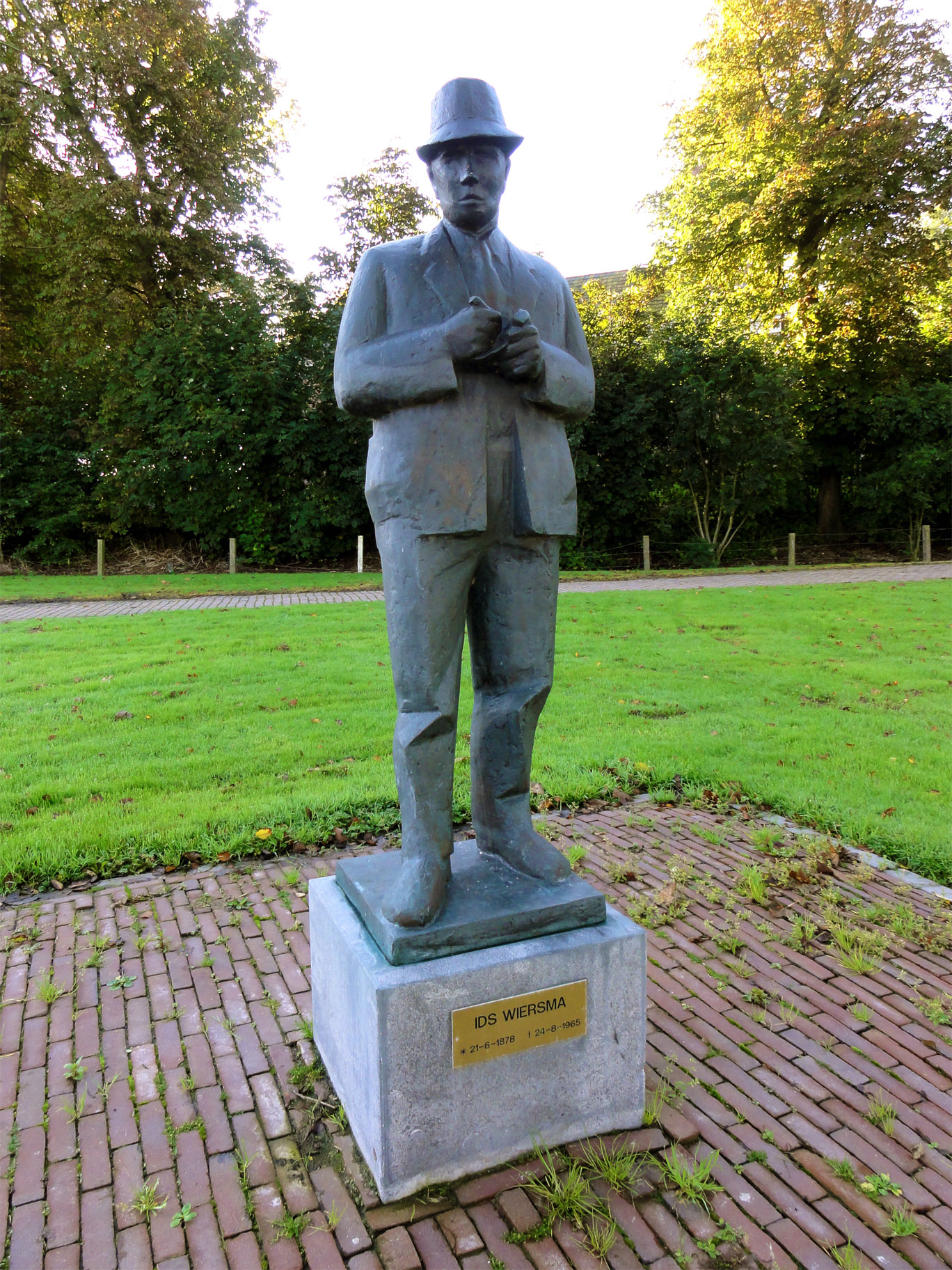
Beeld Ids Wiersma van beeldhouwer Gosse Dam

Reeds in de 16e eeuw werd in het dorp een school opgericht. In 1989 werd de school voorzien van een nieuw gebouw en een nieuwe naam, de Ids Wiersmaskoalle. Na afloop van het schooljaar 2014/2015 werd echter besloten de school te sluiten, als gevolg van het onvoldoende aantal ingeschreven leerlingen.

## Geboren in Brantgum
- Ids Wiersma (1878-1965), schilder en tekenaar, waarvan in het dorp een standbeeld aanwezig is.

## Openbaar vervoer
Brantgum wordt bediend door vervoersmaatschappij Qbuzz:
- Streekbus 56: Dokkum - Bornwird - Foudgum - Brantgum - Waaxens - Holwerd[2]
- Opstapper 721 Dokkum/Holwerd - Brantgum[3]